# 奈良野
奈良野（ならの）は静岡県菊川市の大字。

## 地理
菊川市の中部、横地地区の西部に位置する。東で東横地、西で下内田、南・北で土橋と接する。

### 河川
- 菊川

### 字一覧
3つの字がある（2018年（平成30年）10月16日現在）。
- 表門（おもてもん）
- 北裏（きたうら）
- 政向（まさむかい）

## 歴史

### 沿革
- 1889年（明治22年）4月1日 - 町村制の施行により、城東郡奈良野村が周辺の村と合併し、城東郡横地村となる[WEB 7]。旧村名は横地村の大字として残る[WEB 8]。
- 1896年（明治29年）4月1日 - 郡制の施行により所属郡が小笠郡に変更。
- 1954年（昭和29年）1月1日 – 横地村が堀之内町・内田村・六郷村・加茂村と新設合併を行い、菊川町が発足する。
- 2005年（平成17年）1月17日 – 菊川町が小笠町と新設合併を行い、菊川市となる。

## 交通

### バス
- しずてつジャストライン菊川浜岡線：（菊川駅前 方面 - ）奈良野（ - 浜岡営業所 方面）
- 菊川市コミュニティバス菊川西循環コース：（菊川市立総合病院 方面 - ）北島クリニック（ - 中内田上地区集落センター 方面）

### 道路
- 静岡県道37号掛川浜岡線

## その他

### 学区
小学校・中学校の学区は以下の通りである。
| 番・番地等 | 小学校             | 中学校               |
| ---------- | ------------------ | -------------------- |
| 全域       | 菊川市立横地小学校 | 菊川市立菊川西中学校 |

### 警察
警察の管轄区域は以下の通りである。
| 番・番地等 | 警察署     | 交番・駐在所 |
| ---------- | ---------- | ------------ |
| 全域       | 菊川警察署 | 菊川駅前交番 |

### WEB
1. ↑  “h02_22.csv”.   総務省 (2022年2月10日). 2025年7月14日閲覧。
2. ↑  “静岡県菊川市奈良野 (222245190)”.   人文学オープンデータ共同利用センター. 2025年7月14日閲覧。
3. ↑  “静岡県 菊川市 奈良野の郵便番号 - 日本郵便”.   日本郵便. 2025年7月14日閲覧。
4. ↑  “市外局番の一覧”.   総務省 (2022年3月1日). 2025年7月14日閲覧。
5. ↑  “事業所案内及び管轄地域（事務所3件、分室3件）”.   一般社団法人静岡県自動車会議所. 2025年7月14日閲覧。
6. ↑  “菊川市小字一覧 - 静岡県オープンデータ”.   静岡県 (2018年10月16日). 2025年7月14日閲覧。
7. ↑  “historyofcities.pdf”.   静岡県総務部合併推進室・財団法人静岡県市町村振興協会. 2025年7月14日閲覧。
8. ↑  “解説ページ”.   株式会社エア. 2025年7月14日閲覧。
9. ↑  “菊川市／通学区域一覧”.   菊川市 (2024年4月1日). 2025年7月14日閲覧。
10. ↑  “交番駐在所一覧表｜静岡県警察”.   静岡県警察 (2023年6月12日). 2025年7月14日閲覧。